# Ana de Hollanda
Anna Maria Alvin Buarque de Hollanda (São Paulo, 12 de agosto de 1948) es una cantora, compositora brasileña, quien se ha distinguido, por encima de todo, con el trabajo burocrático en Funarte. Fue Ministra de Cultura del gobierno de Dilma Rousseff entre enero de 2011 y en septiembre de 2012. Anna es hija de Sérgio Buarque de Holanda (1902–1982), importante sociólogo, historiador y periodista brasileño, y de Maria Amélia Cesário Alvim (1910), pintora y pianista. También es hermana del cantante y compositor Chico Buarque y de las cantantes Heloísa Maria Buarque de Hollanda y de Cristina Buarque. 

## Biografía
Creció en el Barrio Pacaembu, de São Paulo, en una casa frecuentada por los nombres más expresivos de la vida cultural y política del Brasil.
Estudió en el [Canónigos regulares de san Agustín Colégio Des Oiseaux]. A los 16 años, debutó en las tablas del Teatro del Colegio Rio Branco, en su show Primera Audición, como integrante del conjunto Chico Buarque y las Cuatro Más, con su hermano Chico, y las hermanas Cristina y Maria do Carmo (Piií) y de su amiga Helena Hungría, todas del mismo colegio.
En 1968, participó del III Festival Internacional da Canção, interpretando "Dança das Rosas". En 1980, grabó un primer disco solista: "Ana de Hollanda", por el sello Eldorado Archivado el 8 de agosto de 2013 en Wayback Machine..
Ana participaba de las reuniones del bar Riviera, en el centro de São Paulo, punto de encuentro de artistas e intelectuales. Fue en este momento que se unió al Partido Comunista Brasileño. Sin embargo, el nacimiento de los niños Ruth y Sergio le impidió una mayor dedicación a la política. Actualmente, Ana no está afiliada a ningún partido.
En 1982, compuso y grabó el jingle "Acorda meu povo" para la campaña de Franco Montoro (PMDB), candidato al goboerno de São Paulo.
De 1983 a 1985, Ana de Hollanda dirigió al centro de la música Centro Cultural São Paulo. Y entre 1986 e 1988, fue secretaria de Cultura del municipio de Osasco, en la gestión de Humberto Parro (PMDB).
Después de un año de quimioterapia y radioterapia, remitió un cáncer en la región de mediastino, entre los pulmones. Curada, volvió a grabar. El segundo álbum solista fue, "Tão Simples", saliendo por la MoviePlay, en 1995.
Realizó shows por todo el Brasil, y también en Uruguay, en Angola, y en Cuba, siempre con el repertorio de la MPB.
De 2003 a 2007, dirigió el Centro de Música de Funarte, durante la gestión del actor Antonio Grassi. Coordinó la Cámara Sectorial de Cultura, reuniendo a representantes de los fóruns estaduales de música, entidades representativas de la sociedad civil, y a sectores del Poder Ejecutivo. Según Grassi, todos los nuevos proyectos musicales de la Fundación, así como el renacimiento del Proyecto Pixinguinha, fueron responsabilidad de Ana.
Ana actuó como vocalista en discos de Toquinho, Vinicius de Moraes, Fafá de Belém, y Tom Jobim. Trabajó como actriz en el espectáculo "Nunca te vi, sempre te amei", de Guto Maia.

### Ministra de Cultura
En su primer mes como ministra, hizo retirar de la página de inicio del Ministerio de Cultura en Internet licencia Creative Commons, generando críticas sobre el seguro cambio de dirección ministerial, con respecto a la protección de los derechos autorales.
El 11 de septiembre de 2012, fue anunciada su sustitución por la entonces senadora Marta Suplicy.

## Formación como cantora y actriz
Entre 1979 y 1996, estudió técnica vocal e interpretación con la profesora y fonoaudióloga Rosemarie Shock. De 1980 a 1981, realizó el Curso de Formación de Actores del Teatro Vento Forte, coordinado por Ilo Krugli. Y en 1990, cursó Interpretación Teatral y Técnica Vocal, con el profesor francés Robert Cohen, en la Escuela Internacional de Teatro de América Latina y el Caribe, en Cuba.
En 1993, estudió técnica vocal con la fonoaudióloga Sônia Corazza, y participó de una oficina de Técnica Vocal administrada por la fonoaudióloga Glória Beutenmüller, promovida por la Secretaría Municipal de Cultura de São Paulo.